# Павленок, Борис Владимирович
Борис Владимирович Павленок (12 ноября 1923, Ямполь, Речицкий район, Гомельская губерния, РСФСР — 17 мая 2012, Москва, Россия) — советский организатор кинопроизводства, заместитель председателя Государственного комитета СССР по кинематографии (1970—1985).

## Биография
Родился 12 ноября 1923 года в деревне Ямполь Гомельской губернии. Вскоре семья переехала в Сибирь, где отец работал железнодорожником. В четыре года Борис научился читать. В 1937 году после того как он заболел туберкулезом, семья вернулась в Гомель.
В 1939 году вступил в комсомол. 16 июня 1941 года получил аттестат об окончании средней школы, 12 августа 1941 года был призван в ряды РККА. После тяжелого ранения и долгих месяцев госпиталей был демобилизован по непригодности к фронтовой службе. В 1943—1948 годах работал на железной дороге сначала на станции Абдулино, недалеко от Уфы, потом в Гомеле.
В 1948—1952 годах — второй секретарь Гомельского горкома ЛКСМ Белоруссии, затем ответорганизатор ЦК ЛКСМБ, секретарь Минского горкома комсомола. В 1954 году окончил Центральную комсомольскую школу при ЦК ВЛКСМ — Вешняки.
В 1954—1955 годах работал заведующим отделом литературы и искусства газеты «Сталинская молодежь», в 1955—1958 годах — заместителем редактора газеты «Знамя юности», в 1958—1961 годах — заместителем редактора белорусской республиканской газеты «Колхозная правда». В 1960 году окончил Высшую партийную школу при ЦК КПСС. В 1961—1963 годах — помощник первого секретаря ЦК КП Белоруссии.
С января по июль 1963 года — редактор республиканской партийной газеты «Советская Белоруссия», а затем до февраля 1970 года — председатель Государственного комитета Совета Министров БССР по кинематографии.
В 1970—1985 годах — начальник Главного управления художественной кинематографии — заместитель председателя Госкино СССР. Александр Караганов вспоминал о нем:

Борис Владимирович Павленок жаловался: «Мне надоело быть собакой, чтобы мой председатель мог выглядеть добрым». Павленок должен был кричать, прорабатывать, критиковать, требовать поправок, чтобы потом Ермаш мог сказать: «Да нет, это Борис Владимирович перегнул. Нет, не надо…»
Алексей Герман рассказывал: 

Это удивительно. Ведь сам Павленок — человек неглупый. Про него можно много говорить. Я читал его прозу. Причем будучи априори убежденным, что он графоман. Нет! Более того, он в прозе тяготел именно к тому, что нам запрещал. Такая вот история.
В 1985—1986 годах — главный редактор альманаха «Киносценарии».
С 1986 года был на пенсии.
Член Союза кинематографистов СССР и России. Под псевдонимом Борис Архиповец написал в соавторстве сценарии фильмов «Чёрная берёза» (1979), «Было у отца три сына» (1983). Его роман «Друзей не выбирают» был экранизирован в 1985 году на киностудии «Беларусьфильм».

## Награды и звания
- 09.05.1945 — Медаль «За победу над Германией в Великой Отечественной войне 1941—1945 гг.»
- 06.06.1945 — Медаль «За доблестный труд в Великой Отечественной войне 1941—1945 гг.»
- 06.11.1945 — орден Красной Звезды
- 06.11.1985 — орден Отечественной войны 1-й степени
- орден Дружбы народов
- орден «Знак Почёта»
- орден Почёта (ПНР)
- орден «Северная звезда» (МНР)
- Заслуженный работник МВД СССР
- Заслуженный деятель культуры ПНР.